# Vatrena stenica
Vatrena stenica (лат. Pyrrhocoris apterus) vrsta je stenica.

## Opis
Lako je prepoznatljiva zbog svoje upečatljive crvene i crne obojenosti, ali može se mešati sa slično obojenom vrstom Corizus hyoscyami (vidi poređenje). Vatrena stenica je rasprostranjena širom Palearktika, od atlantske obale Evrope do severozapadne Kine. Takođe je zabeležena na teritoriji SAD-a, Centralne Amerike i Indije. Često formiraju agregacije, posebno u stadijumu nimfe, kada se na gomili može naći od nekoliko desetina do nekoliko stotina jedinki.

## Biologija
Vatrene stenice se uglavnom pare u aprilu i maju. Njihova ishrana sastoji se prevashodno od semenki lipe i cvetnica iz roda Malva (vidi dole). Često se mogu naći u grupama u podnožju stabla lipe, na sunčanoj strani.
Mogu se videti u tandemu koji se formira tokom parenja koje može trajati od 12 sati do 7 dana. Ovako dug period kopulacije objašnjava se time što mužjaci na ovaj način osiguravaju reprodukciju, čuvanjem ejakulata.

## Galerija
- Nimfa
- Agregacija jedinki
- Vatrena stenica koja se hrani semenkom hibiskusa (Hibiscus syriacus).